# Shea Ralph
Shea Ralph, née le 12 mars 1978 à Fayetteville, Caroline du Nord est une joueuse américaine de basket-ball, reconvertie comme entraîneuse.
Après avoir pratiqué plusieurs sports au lycée, elle s'illustre en basket avec les Huskies. Elle est distinguée en 2000 Sports Illustrated for Women Player of the Year, Honda Award in Basketball et Kodak All-America team. Elle a souffert de cinq blessures au ligament croisé antérieur du genou, dont deux l'ont contrainte à ne pas disputer la saison NCAA 1997-98. Elle entre dans le métier d'entraîneur comme assistante des Pittsburgh Panthers de l'université de Pittsburgh en 2003. Depuis 2009, elle est entraîneuse assistante des Huskies de l'université du Connecticut, équipe avec laquelle elle a remporté le titre NCAA en 2000.

## Lycée
Au Terry Sanford High School, elle s'illustre au basket-ball, mais aussi au football (soccer) et au sprint. Récompensée du titre d'athlète de l'année de l'État, elle détient alors 17 records en basket-ball, dont une moyenne de points de 39,1 à 71,6 % en junior. Aussi douée dans les études que dans le sport, elle reçoit en 1995 le Dial Award. Nommée All-American par la WBCA, elle marque 12 points.
En 1996, USA Today National la désigne meilleure basketteuse lycéenne du pays. Pendant ces années, elle mène un long combat contre l'anorexie.

## En universitaires
À l'université du Connecticut, elle décroche un diplôme en physiologie. Elle porte cinq ans le numéro 33, étant blessée durant l'année 1997-1998, pour 130 victoires et 10 défaites. Dans la conférence Big East, les Huskies n'enregistrent que deux défaites en quatre ans (66 v. - 2 d.), l'équipe atteignant à chaque fois au moins le Sweet Sixteen du Tournoi final NCAA, dont deux fois le Final Four. En 2000 Shea Ralph remporte le titre national et est désignée Most Outstanding Player, meilleure joueuse du Final Four.
En 1996-1997, elle est Rookie of the Year de la Conférence Big East, entre autres nombreuses autres distinctions.
Elle est toujours aux prises avec ses problèmes d'anorexie, qu'elle a dissimulé à son université. La nécessité de reprendre du poids après sa blessure au genou l'aide à surmonter ce problème. Elle termine sa carrière universitaire avec 1 678 points. Il est introduite en 2008 au Fayetteville Sports Club Hall of Fame.

## WNBA
Shea Ralph est choisie au troisième tour (40e choix) de la draft WNBA 2001 par les Utah Starzz (actuels San Antonio Silver Stars). Après avoir choisi une année sabbatique pour soulager ses genoux, elle ne joue jamais en WNBA.

## Statistiques à l'université du Connecticut
| Saison    | G   | FG  | FGA | PCT   | 3FG | 3FGA | PCT   | FT  | FTA | PCT   | REB | AVG | A   | TO  | B  | S   | MIN   | PTS   | AVG  |
| --------- | --- | --- | --- | ----- | --- | ---- | ----- | --- | --- | ----- | --- | --- | --- | --- | -- | --- | ----- | ----- | ---- |
| 1996-1997 | 31  | 116 | 209 | 0,555 | 7   | 30   | 0,233 | 115 | 138 | 0,833 | 140 | 4,5 | 59  | 65  | 3  | 35  | 676   | 354   | 11,4 |
| 1998-1999 | 30  | 164 | 277 | 0,592 | 31  | 75   | 0,413 | 144 | 180 | 0,800 | 113 | 3,8 | 94  | 78  | 1  | 69  | 727   | 503   | 16,7 |
| 1999-2000 | 37  | 184 | 295 | 0,624 | 22  | 55   | 0,400 | 139 | 170 | 0,818 | 138 | 3,7 | 181 | 90  | 4  | 95  | 1 051 | 529   | 14,9 |
| 2000-2001 | 30  | 98  | 189 | 0,519 | 21  | 63   | 0,333 | 75  | 93  | 0,806 | 119 | 4,0 | 122 | 57  | 3  | 53  | 710   | 292   | 9,7  |
| Total     | 128 | 562 | 970 | 0,579 | 81  | 223  | 0,363 | 473 | 581 | 0,814 | 510 | 4,0 | 456 | 290 | 11 | 252 | 3 164 | 1 678 | 13,1 |

Elle fait la saison 1997-1998 chez les Redshirt.